# Le Châtelet-sur-Sormonne
Le Châtelet-sur-Sormonne es una población y comuna francesa, en la región de Champaña-Ardenas, departamento de Ardenas, en el distrito de Charleville-Mézières y cantón de Rocroi.

## Demografía
| 177 | 187 | 148 | 163 | 200 | 195 |
| Para los censos de 1962 a 1999 la población legal corresponde a la población sin duplicidades (Fuente: INSEE [Consultar]) |     |     |     |     |     |